# Farthinghoe
Farthinghoe est un village et une paroisse civile du Northamptonshire, en Angleterre. Il est situé dans le sud-ouest du comté, à 5 kilomètres au nord-ouest de Brackley et à 8 kilomètres au sud-est de Banbury. Administrativement, il relève de l'autorité unitaire du West Northamptonshire. Au recensement de 2011, il comptait 413 habitants.

## Étymologie
Le toponyme Farthinghoe semble composé de trois éléments vieil-anglais : fearn « fougère », l'infixe -inga- désignant un groupe d'individus, et hōh « éperon rocheux, colline ». Il est attesté sous la forme Ferningeho dans le Domesday Book, compilé en 1086.

## Transports
- Farthinghoe est traversé par la route A422 (en) qui relie Bedford à Worcester.
- La gare de Farthinghoe (en), ouverte en 1851, était desservie par les trains de la Banbury–Verney Junction branch line (en) jusqu'à sa fermeture, en 1966.